# NGC 194
NGC 194 (други обозначения – UGC 407, MCG 0-2-105, ZWG 383.54, PGC 2362) е елиптична галактика (E) в съзвездието Риби.
Обектът присъства в оригиналната редакция на „Нов общ каталог“.